# Teorie nevzdělanosti
Teorie nevzdělanosti (německy: Theorie der Unbildung. Die Irrtümer der Wissensgesellschaft) je kritická polemická esej od Konrada Paula Liessmanna z roku 2006. Kritizuje v ní tzv. společnost vědění, která se sama tímto termínem zaštiťuje. Upozorňuje na vzrůstající informační nasycenost, specializace, kult elit a management vzdělávání. Podle Liessmanna se z univerzit staly podniky řízené manažery vědomostí, kterým nejde o ideu vědění a vzdělávání, ale spíš o politické a ekonomické zájmy. Autor vychází z osvícenské koncepce univerzity jako místa, kde se vědění řídí vnitřním kritériem pravdy a jeho posláním není utilitárnost, nýbrž poznání – svobodné, nezávislé, spojité, aktivní, obsahující co nejvíce ze světa, v němž žijeme. Dokládá, že právě tato původní koncepce Wilhelma von Humboldta (Teorie vzdělání člověka, 1793), na kterou navázal Theodor Adorno (Teorie polovzdělanosti, 1959), měla zásadní vliv na vývoj evropské kultury i společnosti a přinesla mnoho nepostradatelných a přelomových děl, bez nichž by pojmy jako modernita a lidství byly nemyslitelné.
V ČR byla poprvé vydána v roce 2009 nakladatelstvím Academia.

## Konkrétní kritika

### Společnost vědění
Hlavním terčem kritiky je společnost vědění. Kritizuje současný stav vědy, vzdělání, ale také systém hodnot ve společnosti. Hodnotou se podle něj stala především užitnost a využitelnost na trhu práce a zvyšující se počet vysokoškolsky vzdělaných lidí bez ohledu na skutečné kvalitní vzdělávání. Místo toho se „soutěží“ v počtu citací, vydaných prací, vědomostí atd.

### Snaha učinit vzdělání nástrojem trhu
Liessmann poukazuje, že ačkoliv jsou všichni vyzýváni k celoživotnímu vzdělávání, je tak činěno pouze z důvodu uplatnitelnosti na pracovním trhu a nikoliv dosažení vzdělání jako takového. Také kritizuje snahu učinit vzdělání nástrojem trhu, čímž nepřímo kritizuje neoliberální pedagogické teorie.

### Honba za rentabilitou
Vzdělání podle něj již není tím, čím doposud bylo, ale stalo se něčím, co musí být především rentabilní a využitelné na trhu. To považuje za přijatelné v přírodních vědách a technologiích, ale za zcela scestné v humanitních vědách. Pro bádání v humanitních vědách jsou podle Liessmanna žádoucí svébytné postupy, díky nimž je možné dosáhnout vědění. Nelze toho ale dosáhnout reprodukovatelnými a standardizovanými postupy.

### Osvojování si samostatných informací
Liessmann konstatuje, že se především učí „vědět, jak vědět“, a to nikoliv v souvislostech, nýbrž v osvojování si samostatných, oddělených znalostí, které si ve správnou chvíli vybavíme (str. 14). Svoji kritiku dokládá stále větší oblíbeností vědomostních televizních soutěží, které staví na stejnou úroveň „akademické znalosti s hollywoodskými drby“. Liessmann to kritizuje tvrzením, že „samotná informace nestačí a k posuzování informací je nutné vědění, které stojí nad informací.“ (str. 23)

### Reformy vzdělání a standardizované testy
Liessmann kritizuje neustálé reformy vzdělávání a tendenci vše měřit standardizovanými testy. Tím se dostává i ke kritice mezinárodních testů PISA, jak poukazuje ve své recenzi i Josef Chuchma: „Za modlu kvality jsou brána různá pořadí škol a testy žáků (například i u nás vždy hojně komentované mezinárodní testy PISA), které přitom srovnávají nesrovnatelné.“ Liessmann na standardizovaném testování kritizuje, že se neorientuje na hledání pravdy, ale na užitkovost, počet vysokoškolských diplomů a kompetenci na trhu práce.